# Malcolm Turnbull
Malcolm Bligh Turnbull (Sydney, 1954. október 24. –) ausztrál politikus, parlamenti képviselő, 2015 és 2018 között Ausztrália miniszterelnöke.

## Élete
Turnbull Sydney-ben született és a város agglomerációjában nőtt fel. A középiskolát a Sydney Grammar Schoolban végezte, majd a Sydney-i Egyetemen szerzett jogi diplomát. Ezután Rhodes-ösztöndíjasként újabb jogi diplomát szerzett az Oxfordi Egyetemen, a Brasenose College-ban.
Az egyetemi évek alatt Turnbull újságíróként dolgozott, majd 1980-ban jogi pályára lépett. Hírnévre tett szert, amikor a bíróság felmentette védencét, a brit MI5 nemzetbiztonsági ügynökség volt munkatársát.
1987-ben elhagyta a jogi pályát és üzleti vállalkozásokba fogott. Az 1990-es években több internetes és szoftvercéget alapított.
Turnbull presbiteriánus családba született, katolikus feleségével anglikán templomban kötött házasságot, és negyvenes éveinek végére katolikus hitre tért.

## Politikai pályafutása
Malcolm Turnbull tagja volt az 1998-as ausztráliai alkotmányozó nemzetgyűlésnek, amely az ország új államformáját volt hivatott kiválasztani. Turnbull vezette a köztársaságpárti oldalt az alkotmányozó nemzetgyűlésben és a monarchiapárti győzelemmel végződött népszavazási kampányban is.
2004-ben megválasztották a szövetségi parlamentbe a Sidney melletti Wentworth választókörzet képviseletében. 2007-ben néhány hónapig környezetvédelmi és vízgazdálkodási miniszter volt, majd a liberálisok választási veresége után az ellenzéki árnyékkormány pénzügyminisztere lett. 2008 szeptemberében a Liberális Párt vezetőjévé választották, de egy évvel később Tony Abbott, a későbbi miniszterelnök lépett a helyére. A liberálisok 2013-as választási győzelme után Turnbull kommunikációs miniszterként tagja lett az Abbott-kormánynak.
2015 szeptemberében sikeres kihívást intézett Abbott ellen, és szeptember 14-én újra a párt vezetőjévé választották. Másnap Tony Abbott lemondott a miniszterelnökségről és a parlament Malcolm Turnbullt választotta Ausztrália miniszterelnökévé.
2018 augusztusában Turnbullt eltávolították a párt éléről, nem sokkal később lemondott miniszterelnöki tisztségéről. Utódja Scott Morrison lett.

## Családja
Turnbull 1980-ban vette feleségül Lucy Hughest, aki később Lucy Turnbull néven Sydney első női polgármestere lett. A házaspárnak két felnőtt gyermeke (Alex és Daisy) és két unokája (Jack és Isla) van.

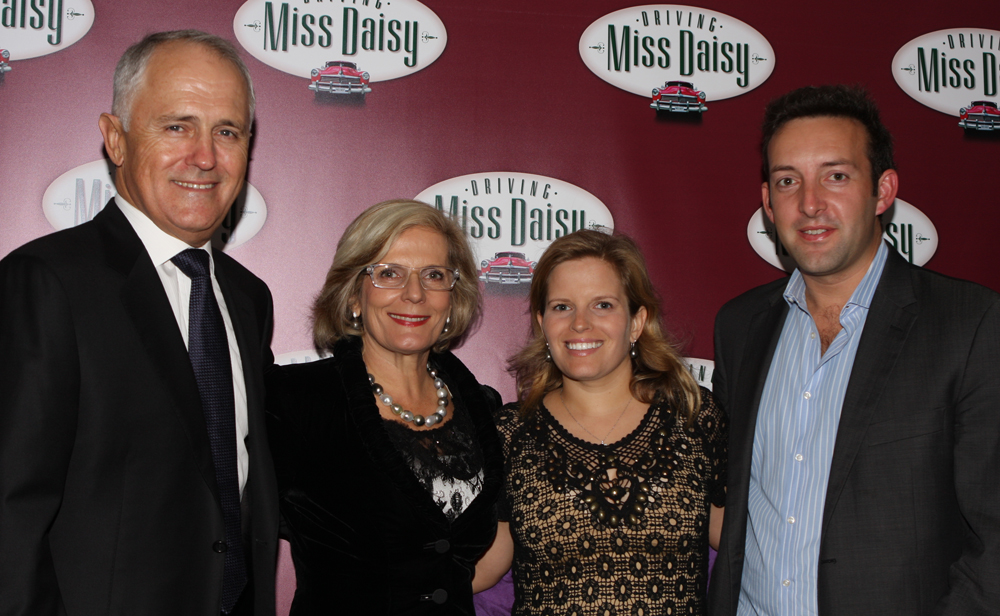
Feleségével, lányával és vejével 2013-ban